# Patricio Arabolaza
Patricio Arabolaza Aranburu, deportivamente conocido como Patricio (Irún, España, 17 de marzo de 1893 - ibíd, 12 de marzo de 1935) fue un futbolista español. Jugaba como delantero y desarrolló su carrera en el Racing de Irún y su sucesor, el Real Unión Club. Fue el autor del primer gol de la historia de la selección de fútbol de España y medallista de plata en la Olimpiada de Amberes de 1920.

## Trayectoria
Nacido en Irún en 1893, fue un delantero luchador y aguerrido, que siempre estuvo ligado a clubes de su ciudad natal. Comenzó jugando en el Rácing Club de Irún en 1909. En este equipo jugaba junto a su hermano Ignacio. Los dos se proclamaron campeones de la Copa de España organizada por la Federación Española en 1913, tras vencer en la final al Athletic Club por 1:0 en el partido de desempate. En el primer partido ambos equipos habían empatado 2:2 y Patricio había sido el autor de uno de los dos tantos iruneses.
En 1915, Patricio se integró, junto con otros jugadores del Rácing en el Real Unión Club de Irún, equipo surgido de la unión de los dos equipos iruneses: el propio Rácing y el Sporting. El Real Unión se convertiría en uno de los equipos dominantes del fútbol vasco y del nacional durante la década siguiente y Patricio fue durante la primera mitad de esa década la estrella del equipo.
Además de ganar cuatro campeonatos regionales con el Real Unión, Patricio alcanzó las finales de la Copa de España de 1918 y 1922 con su club. En la final de 1918 el Real Unión se alzó con la Copa tras vencer 2:0 al Real Madrid en la final. 
En la final de 1922, sin embargo, el Fútbol Club Barcelona ganó a los iruneses por 5-1; en un partido en el que Patricio marcó el gol irunés y se vio mezclado en una tangana monumental con el jugador barcelonista Surroca. Los incidentes de aquel partido acarrearon la suspensión de Patricio por un año y una fuerte multa de 500 pesetas de la época para el Real Unión.
La suspensión de un año acarreó en la práctica la retirada de Patricio, que ya contaba con casi 30 años y llevaba jugando al fútbol desde los 17. Se retiró en 1923 en un partido amistoso que se disputó en el estadio de Atotxa de San Sebastián.
Tras su retirada, Patricio montó una tienda de artículos deportivos en Irún de la que vivió modestamente hasta su prematuro fallecimiento.  Patricio falleció en marzo de 1935 en su ciudad natal de una rápida enfermedad que acabó sorpresivamente con su vida unos días antes de cumplir los 42 años de edad. De hecho se esperaba que fuera a participar en un partido de homenaje a su excompañero en el Real Unión y Selección Joaquín Vázquez a finales de ese mismo mes.
Durante algunos años, entre 1953 y 1968, los diarios Marca y Arriba concedieron el Trofeo Patricio Arabolaza a aquel jugador de la Liga española de fútbol que se caracterizaba por su furia y acometividad. Lleva su nombre la calle de Irún donde se encuentra el Stadium Gal, actual campo del Real Unión.

## Selección nacional
Fue internacional con la selección de fútbol de España en 5 ocasiones, anotando un gol.
Patricio fue uno de los componentes del primer once de la historia de la selección española que se estrenó un 28 de agosto de 1920 venciendo a Dinamarca por 1:0. El partido se disputó en Bruselas con motivo de las Juegos Olímpicos de Amberes 1920. Patricio fue el autor del gol que dio la victoria a la selección española en aquel partido y por lo tanto es el primer anotador de la historia de la selección española.
Patricio disputó tres partidos más durante aquellos Juegos Olímpicos, completando un excelente campeonato y contribuyendo a la Medalla de plata de la selección española en dicha competición.
Jugó su último partido como internacional en Bilbao el 7 de octubre de 1921 en el España 2:0 Bélgica, primer amistoso que disputó la selección española como anfitriona.

### Participaciones en torneos internacionales
| Torneo                           | Sede   | Resultado        |
| -------------------------------- | ------ | ---------------- |
| Juegos Olímpicos de Amberes 1920 | España | Medalla de plata |

## Clubes
| Club                        | País   | Año       |
| --------------------------- | ------ | --------- |
| Racing de Irún              | España | 1909-1915 |
| Real Unión Club de Irún (*) | España | 1915-1923 |

(*) El Real Unión Club fue el equipo continuador del Racing de Irún tras fusionarse este con el Sporting de Irún.

## Palmarés

### Campeonatos nacionales
| Título         | Club                    | País   | Año  |
| -------------- | ----------------------- | ------ | ---- |
| Copa de España | Rácing Club de Irún     | España | 1913 |
| Copa de España | Real Unión Club de Irún | España | 1918 |

### Campeonatos regionales
| Título                           | Club                    | País   | Año  |
| -------------------------------- | ----------------------- | ------ | ---- |
| Campeonato del Norte             | Real Unión Club de Irún | España | 1918 |
| Campeonato regional de Guipúzcoa | Real Unión Club de Irún | España | 1920 |
| Campeonato regional de Guipúzcoa | Real Unión Club de Irún | España | 1921 |
| Campeonato regional de Guipúzcoa | Real Unión Club de Irún | España | 1922 |

### Torneos internacionales
| Título           | Club               | País   | Año  |
| ---------------- | ------------------ | ------ | ---- |
| Medalla de plata | Selección olímpica | España | 1920 |